# 페드로 로차
페드로 로차(1942년 12월 3일 ~ 2013년 12월 2일)는 우루과이의 축구 선수이다.

## 국가대표 경력
그는 1961년 우루과이대표팀에 데뷔했다. 그는 1962, 1966, 1970과 1974년 FIFA 월드컵 대표 선수로 선발되었다. 그는 국제 A매치 54경기에 출전해서 17골을 득점하였다.

## 통계
| 우루과이 | 우루과이 | 우루과이 |
| 연도     | 출전     | 골       |
| -------- | -------- | -------- |
| 1961     | 1        | 0        |
| 1962     | 6        | 0        |
| 1963     | 2        | 0        |
| 1964     | 0        | 0        |
| 1965     | 9        | 5        |
| 1966     | 7        | 1        |
| 1967     | 10       | 8        |
| 1968     | 8        | 1        |
| 1969     | 5        | 1        |
| 1970     | 3        | 1        |
| 1971     | 0        | 0        |
| 1972     | 0        | 0        |
| 1973     | 0        | 0        |
| 1974     | 3        | 0        |
| 합계     | 54       | 17       |